# Milagros Duque Vallejo
Milagros Duque Vallejo (Berantevilla, 15 de marzo de 1941) fue la primera alcaldesa del municipio de Berantevilla.

## Biografía
Nació en el concejo de Berantevilla en 1941 en el seno de una familia agricultora de la localidad. En los años 80, fue elegida vocal de la junta administrativa del concejo de Berantevilla, cuando todas las personas del concejo pudieron ser elegibles en los comicios. Anteriormente, solo podían ser elegidos los hombres.Cuando iba a reuniones, mayoritariamente había hombres. 
"Recuerdo que en casa nos decían: Si ellos pueden, vosotras también".
En 1991 se convirtió la primera alcaldesa del municipio. Estuvo en el cargo durante dos legislaturas (1991-1995 y 1995-1999). Comenzó a trabajar socialmente con grupos de personas mayores para facilitar su encuentro y la realización de actividades socioculturales. Impulsó la creación del polígono industrial de Lacorzanilla que se inauguró en 1996.El polígono generó puestos de trabajo y permitió asentar población en Berantevilla.

## Premios y reconocimientos
- 2010 Protagonista en un acto de reconocimiento institucional de la Diputación Foral de Álava por la celebración del Día Internacional de la Mujer.[7]
- 2024 Homenaje de la Diputación Foral de Álava con motivo del Día Internacional de las Mujeres, como una de las siete mujeres referentes de cada una de las Cuadrillas alavesas.[8][6]